# Route nationale 237 (Belgique)
Pour les articles homonymes, voir Route nationale 237.
La route nationale 237 est une route nationale de Belgique qui relie Nivelles à Ottignies-Louvain-la-Neuve, en passant par Genappe. Elle longe la Dyle entre Vieux-Genappe.

## Historique
La route est construite en 1838.

## Description du tracé

### Communes sur le parcours
- Région wallonne
  -  Province du Brabant wallon
    - Ottignies-Louvain-la-Neuve
    - Court-Saint-Étienne
    - Genappe
    - Nivelles